# 사조선록 상
사조선록 상(使朝鮮錄 上)은 대구광역시 달서구 계명대학교 도서관에 있는, 명나라의 공용경(龔用卿)이 1537년(중종32) 조선에 사신으로 파견되어 출발에서 귀환까지 사행의 행적과 의식 수행 등 전 과정을 기록한 것이다. 2019년 1월 30일 대구광역시의 유형문화재 제86호로 지정되었다.

## 개요
『사조선록』은 명나라의 공용경(龔用卿)이 1537년(중종32) 조선에 사신으로 파견되어 출발에서 귀환까지 사행의 행적과 의식 수행 등 전 과정을 기록한 것으로 계명대학교 소장본은 그 중 상권이다. 이 책은 1537년경 국내에서 금속활자인 ‘갑진자’로 찍은 것으로, 수록된 내용은 다른 책자에서 발견하기 어려우며 이후 명나라에서 파견되는 사신과 이들을 접대하는 조선 관리가 모두 중요하게 참고한 책이었다. 사신의 출발과 외교 관계와 관련된 내용 서술이 특히 자세하여 조선전기 중국 사신의 국내 행적과 의식 수행 현황을 파악하는데 중요한 가치가 있다. 동일한 사행을 두고 조선에서 작성한 일기인『천사일로일기』와『황화집』의 일부가 남아 있어서 조선전기 명나라 사신의 구체적인 행적에 대한 종합적인 파악을 가능하게 해 준다.

## 참고 문헌
- 사조선록 상 - 국가유산청 국가유산포털